# Artıom Zaharov
Artıom Alekseevıch Zaharov (in kazako Артём Алексеевич Захаров?; Petropavl, 27 ottobre 1991) è un ciclista su strada e pistard kazako che corre per l'Astana Qazaqstan Development Team; è professionista dal 2016.

## Palmarès

### Strada
- 2017 (Astana Pro Team, una vittoria)

Campionati kazaki, Prova in linea Elite

#### Altri successi
- 2013 (Dilettanti)

Classifica giovani Tour de Serbie
- 2019 (Astana Pro Team)

Campionati asiatici, Cronosquadre

### Pista
- 2013

Campionati asiatici, Omnium
Fenioux Piste, Scratch
Track Asia Cup, Inseguimento a squadre (con Dmitriy Lukyanov, Dias Omirzakov e Nikita Panassenko)
Track Asia Cup, Omnium
- 2014

Campionati kazaki, Inseguimento individuale
- 2015

Campionati kazaki, Scratch
Campionati kazaki, Omnium
International Belgian Open, Inseguimento individuale (Gand)
- 2016

GP Minsk, Omnium
- 2017

Campionati kazaki, Corsa a punti
Campionati kazaki, Scratch
- 2018

Campionati kazaki, Inseguimento individuale
- 2019

Campionati kazaki, Omnium
Campionati kazaki, Scratch
Astana, Americana (con Sultanmurat Miraliyev)
- 2020

Campionati kazaki, Omnium
Campionati kazaki, Americana (con Dmitrij Potapenko)
Campionati kazaki, Scratch
- 2021

Campionati kazaki, Inseguimento a squadre (con Ališer Žumakan, Dmitrij Potapenko e Ramïs Dinmuxametov)
Campionati kazaki, Corsa a punti
Grand Prix Omsk, Omnium
Grand Prix Omsk, Scratch
- 2023

Athens GP, Americana (con Ramis Dinmukhametov)
Athens GP, Corsa a eliminazione
GP Framar, Omnium
Silk Way Series, Americana (con Ramis Dinmukhametov)
Hong Kong Track Cup #1, Americana (con Ramis Dinmukhametov)
Hong Kong Track Cup, Omnium
Hong Kong Track Cup #2, Americana (con Ramis Dinmukhametov)

## Piazzamenti

### Classiche monumento
- Milano-Sanremo

2022: 117º
- Giro delle Fiandre

2020: ritirato
2021: 91º
2022: 86º

### Competizioni mondiali
- Campionati del mondo su pista

Mosca 2009 - Corsa a punti Junior: 24º
Mosca 2009 - Scratch Junior: 24º
Melbourne 2012 - Inseguimento a squadre: 15º
Melbourne 2012 - Americana: ritirato
Minsk 2013 - Inseguimento a squadre: 13º
Minsk 2013 - Scratch: ritirato
Minsk 2013 - Omnium: 13º
Minsk 2013 - Americana: ritirato
Londra 2016 - Omnium: 10º
Hong Kong 2017 - Inseguimento individuale: 23º
Pruszków 2019 - Omnium: 20º
Berlino 2020 - Omnium: 10º
Roubaix 2021 - Inseguimento a squadre: 12º
St. Quentin-en-Yv. 2022 - Omnium: 19º
Glasgow 2023 - Scratch: 16º
Glasgow 2023 - Corsa a punti: 18º
Glasgow 2023 - Omnium: 19º
- Giochi olimpici

Rio de Janeiro 2016 - Omnium: 10º
Tokyo 2020 - Omnium: 14º